# Unchained Elvis
Unchained Elvis – album na żywo Elvisa Presleya, składający się z koncertu z 26 maja 1977 r. w Binghamton, NY) plus bonusy z 27 maja 1977. Wtedy ostatni raz śpiewał Why Me Lord.

## Lista utworów z 26 maja, 1977
1. "2001 Theme"
2. "See See Rider"
3. "I Got a Woman – Amen"
4. "Love Me"
5. "If You Love Me"
6. "You Gave Me a Mountain"
7. "Jailhouse Rock"
8. "’O sole mio – It’s Now or Never"
9. "Little Sister"
10. "Teddy Bear – Don’t Be Cruel"
11. "And I Love You So"
12. "Why Me Lord"
13. "Poke Salad Annie"
14. "Introductions"
15. "Early Morning Rain"
16. "What’d I Say"
17. "Johnny B. Goode"
18. "School Days"
19. "Hurt"
20. "Hound Dog"
21. "Can’t Help Falling in Love"
22. "Closing Vamp"

## Bonusy z 27 maja, 1977
1. "Heartbreak Hotel"
2. "Bridge over Troubled Water"
3. "Unchained Melody"